# Presencia militar rusa en Transnistria

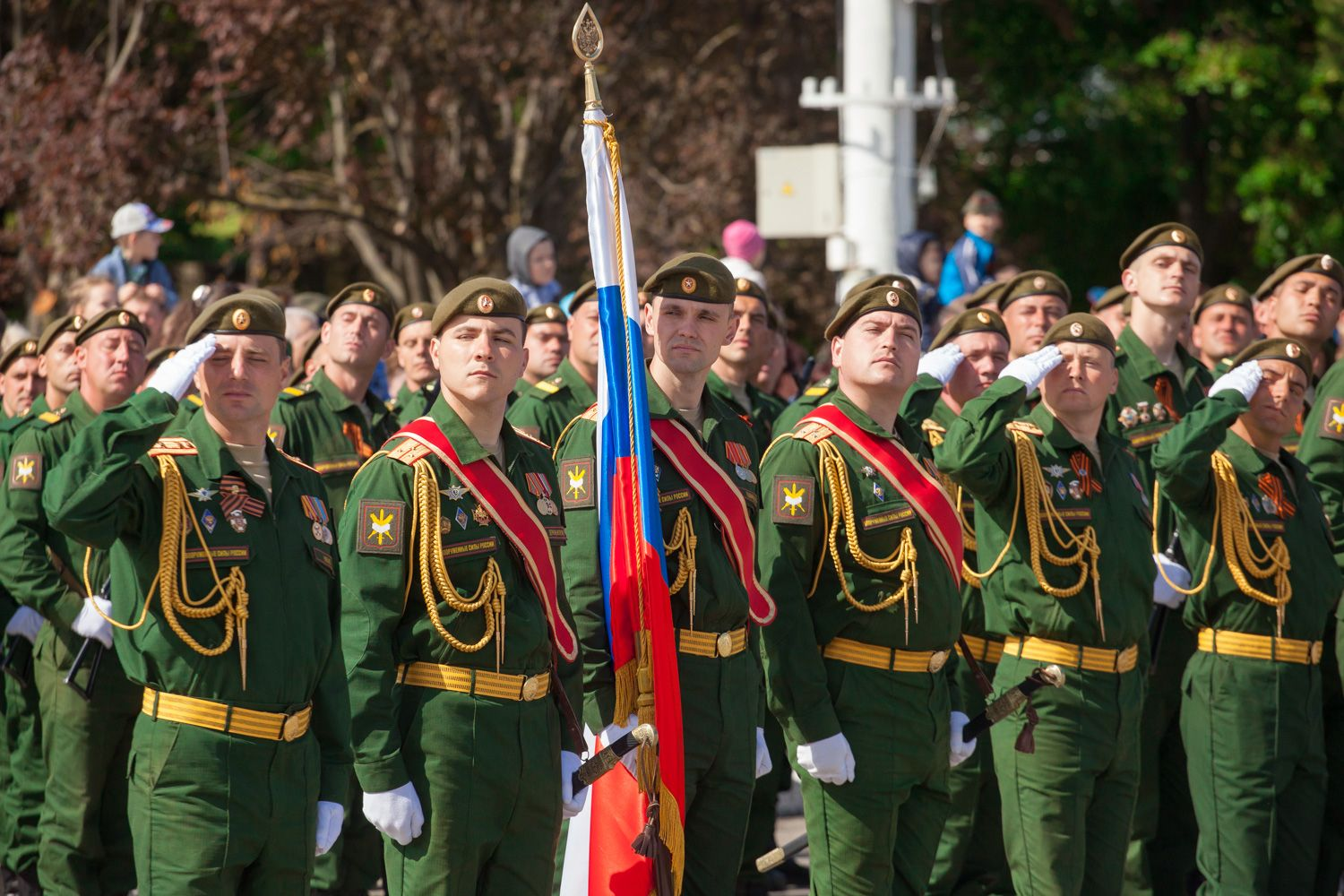
Miembros del Grupo Operativo de Fuerzas Rusas (OGRF) en las celebraciones del Día de la Victoria en Tiráspol de 2017.

La presencia militar rusa en Transnistria hace referencia a la existencia de un número desconocido de tropas de las Fuerzas Armadas de Rusia en la región separatista al este de Moldavia, este último sin control efectivo sobre Transnistria. Esta presencia militar rusa se remonta a 1992, cuando el 14º Ejército de Guardias soviético leales a Moscú y desmovilizados de la desaparecida RSS de Moldavia intervino en la guerra de Transnistria en apoyo de las fuerzas separatistas prorrusas. Tras el final de la guerra, que terminó con una victoria de Transnistria respaldada por la entonces recién creada Federación de Rusia y con la independencia de facto de la región, las fuerzas rusas permanecieron en una supuesta misión de mantenimiento de la paz y se reorganizaron en 1995 en el Grupo Operativo de Fuerzas Rusas (OGRF), parte del cual actualmente custodia el depósito de municiones de Cobasna. Hoy, el Gobierno de Moldavia considera ilegítima la presencia de estas tropas rusas y ha pedido su retirada y sustitución por fuerzas internacionales. Sin embargo, Rusia se ha opuesto a esto.

## Antecedentes

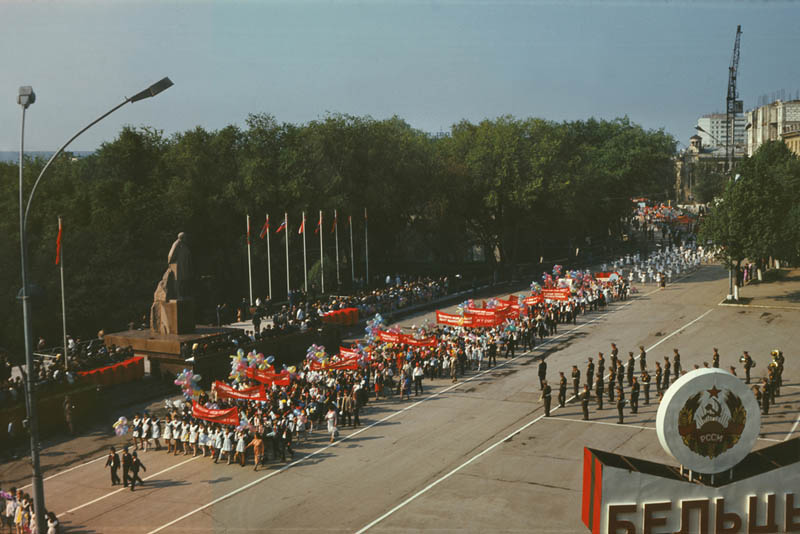
Manifestación de 1985 en Bălți en la la RSS de Moldavia con el Ejército Soviético resguardando.

El 14. ° Ejército se formó como una unidad del Ejército soviético el 25 de noviembre de 1956 a partir del 10. ° Cuerpo de Fusileros de la Guardia de Budapest creado durante la intervención soviética en el Frente Oriental de la Segunda Guerra Mundial, que anteriormente formaba parte del Distrito Militar de Odessa con sede en Chisináu. En 1964, la 88.ª División de Fusileros Motorizados se convirtió en la 180.ª División de Fusileros Motorizados, y la 118.ª MRD se convirtió en la 48.ª MRD. En la década de 1980, el cuartel general del ejército se trasladó a Tiraspol, dentro de la entonces República Socialista Soviética de Moldavia. Para 1991, el ejército estaba compuesto por cuatro divisiones de fusileros motorizados y otras unidades más pequeñas. Solo la 59.ª División de Fusileros Motorizados de la Guardia y algunas unidades más pequeñas, incluido el 1162.º Regimiento de Cohetes Antiaéreos, estaban en la orilla izquierda del Dniéster en la región de Transnistria. Otras formaciones, incluidas la 28.a División de Guardias y la 180.a División de Fusileros Motorizados, cruzaron la frontera en la reciente independiente Ucrania y se convirtieron en parte de las Fuerzas Terrestres de Ucrania. Según fuentes del Ejército moldavo, los transnistrios locales constituían la gran mayoría de sus soldados, incluido el 51 por ciento de los oficiales y el 79 por ciento de los reclutas.
En 1990, el 14º Ejército de la Guardia incluía las siguientes unidades.
- 173.a Brigada de Misiles (Bender)[4]
- 189a Brigada de Misiles de la Guardia (Bălți):[5] 13 R-145BM
- 156a Brigada de Misiles Antiaéreos (Ungheni)[6]
- Puesto de mando de defensa aérea 865
- 4º Regimiento de Artillería (Ungheni): 36 Obús D-30, 24 2A36 "Giatsint", 26 BM-27 Uragan, 3 PRP-3, 3 Klyon 1, 2 1V19, 5 R-145BM, 54 MT-LB (para 47 T -12)

- 803. ° Regimiento de artillería de cohetes (disuelto, activos del 4. ° Reg. de artillería)
- 2335 ° Regimiento de Artillería de Reconocimiento (disuelto, activos del 4 ° Regimiento de Artillería)

- 714 ° Batallón de Artillería de Reconocimiento Separado (Ungheni)
- 36 ° Escuadrón de helicópteros separado (Tirospol): 8 Mi-8, 1 Mi-6, 2 Mi-24K, 2 Mi-24R
- 321 ° Escuadrón Separado de Sistemas de Reconocimiento No Tripulados (Tiraspol)
- 905 ° Batallón de Asalto Aéreo (Tiraspol)
- 194 ° Regimiento de Puente de Pontones, 115 ° Batallón de Zapadores de Ingenieros Separados (Parcani): 4 IRM
- 15 ° Regimiento de Señales Separadas (Tiraspol): 9 R-145BM, 1 R-156BTR, 1 R-137B, 1 P-240BT
- 108. ° Regimiento de Ingeniería de Radio Separado (Bender)
- 130 ° Batallón de Defensa Química, 785 ° Batallón de Reconocimiento NBC (Bender)
- 58 ° Batallón de Ingeniería de Radio, 976 ° y 2242 ° Batallones de Guerra Electrónica (Bender)
- Base de almacenamiento de equipo 5381 (Florești): 63 MT-LB, 25 R-145BM, 2 RKhM Kashalot, 3 UR-67 y 27 9M113 Konkurs, 32 S-60 (antigua 86.a División de fusileros motorizados de la Guardia)[7]

### Conflicto en Transnistria
Las tensiones entre la región de lo que hoy compone Transnistria y el gobierno central de Moldavia surgieron durante las últimas etapas de la Unión Soviética (URSS), exactamente en su disolución. Este conflicto finalmente estalló en la guerra de Transnistria, la etapa más activa de este conflicto.

## Guerra de Transnistria
Si bien la política oficial de la Federación de Rusia poco después del estallido del conflicto armado generalizado en 1992 fue de neutralidad, muchos soldados y oficiales del 14º Ejército simpatizaban con la causa de Transnistria (PMR) y habían desertado a la PMR y participado activamente en la lucha. como parte de sus fuerzas armadas, la Guardia Republicana. Además, una cantidad considerable del material del ejército fue tomado sin resistencia o entregado a las fuerzas armadas de la PMR.
El oficial al mando del Ejército, el general G. I. Yakovlev, apoyó abiertamente al PMR recién creado. Participó en la fundación del PMR, sirvió en el Soviet Supremo del PMR y aceptó el cargo de primer presidente del Departamento de Defensa del PMR el 3 de diciembre de 1991, lo que provocó que el Comandante en Jefe de las fuerzas armadas de la CEI, Yevgeny Shaposhnikov, para relevarlo de su rango y servicio en el ejército ruso. El sucesor de Yakovlev, el general Yuriy Netkachev, ha asumido una postura más neutral en el conflicto. Sin embargo, sus intentos de mediación entre Chișinău (capital de Moldavia) y Tiraspol (capital de PMR) fueron en gran parte infructuosos.
El 23 de marzo de 1992, Shaposhnikov firmó un decreto que autorizaba la transferencia de equipo militar de las unidades del 14º Ejército de la Guardia estacionadas en la margen derecha del Dniéster a la República de Moldavia. Este equipo militar había constituido la mayor parte del material utilizado por el Ejército Nacional de Moldavia en la Guerra de Transnistria que siguió. Un segundo decreto, emitido el 1 de abril por Boris Yeltsin, transfirió el personal del 14º Ejército de la Guardia, así como todo el equipo militar de la margen izquierda, incluido un gran depósito de municiones en Cobasna, bajo control ruso.
Para junio de 1992, la situación se había convertido en un enfrentamiento militar abierto. Con la casi desintegración del ejército ruso durante los combates más intensos en la ciudad de Bendery y sus alrededores, a raíz de una ofensiva coordinada de las fuerzas moldavas, el general mayor Alexander Lebed llegó al cuartel general del 14º Ejército el 23 de junio con órdenes permanentes de detener el conflicto en curso con todos los medios disponibles, inspeccionar el ejército, impedir el robo de armamentos de sus depósitos y garantizar la evacuación sin trabas de armamentos y personal del ejército de Moldavia y a través del territorio ucraniano. Después de evaluar brevemente la situación, asumió el mando del ejército, relevando a Netkachev y ordenó a sus tropas que entraran directamente en el conflicto. El 3 de julio a las 03:00, un ataque masivo de artillería procedente de las formaciones del 14º Ejército estacionadas en la orilla izquierda del Dniéster destruyó la fuerza moldava concentrada en el bosque de Hîrbovăț, cerca de Bendery, poniendo fin de manera efectiva a la fase militar del conflicto. Según al menos una fuente moldava, 112 soldados moldavos murieron en el bombardeo.

## Secuelas

### Fin de la guerra y el Grupo Operativo de las Fuerzas Rusas
Después del final del conflicto, una unidad rusa separada se trasladó a la región como parte de la fuerza conjunta de mantenimiento de la paz ruso-moldava-Transnistria, la Comisión Conjunta de Control. El 14º Ejército de Guardias leales hasta hace poco a la Unión Soviética se reformó en abril de 1995 en el Grupo Operativo de las Fuerzas Rusas (OGRF) que quedó bajo el mando del Distrito Militar de Moscú y se encargó de proteger el depósito de municiones de Cobasna. Otra fuente más reciente da como fecha de disolución del 14º Ejército de Guardias el 25 de junio de 1995. La 59.ª División de Fusileros Motorizados de la Guardia se convirtió en la 8.ª Brigada de Fusileros Motorizados de la Guardia el 1 de junio de 1997. La fuerza ahora cuenta con alrededor de 1200 efectivos y, según Kommersant-Vlast en 2005, consistía en la 8.ª Brigada de Fusileros Motorizados de la Guardia, el 1.162.º Regimiento de Cohetes Antiaéreos, el 15.º Regimiento de Señales y otras unidades de apoyo.
El 1 de noviembre de 2002 se disolvió la 8ª Brigada MR, y el personal restante, que ascendía a 5.719 efectivos, fue absorbido por el mando de las Fuerzas de Mantenimiento de la Paz.
Como resultado de la reducción de la fuerza del Grupo Operativo (comandante general mayor Boris Sergeyev), la fuerza restante a partir de 2006 es de aproximadamente 1000 a 1500 soldados y comprende:
- 82.º y 113.º batallones separados de fusileros motorizados de mantenimiento de la paz
- Batallón independiente de seguridad y apoyo
- Un destacamento de helicópteros
- Varios pequeños destacamentos administrativos

El grupo operativo estaba comandado en junio de 2019 por el coronel Dmitry Zelenkov de Rusia y contaba con 1.500 soldados. Actúa junto con la Comisión Conjunta de Control.

### Situación actual y propuesta de retirada
El 18 de noviembre de 2008, la Asamblea Parlamentaria de la OTAN adoptó una resolución, instando a Rusia a "respetar los compromisos que asumió en la Cumbre de la OSCE de Estambul en 1999 y retirar su presencia militar ilegal de la región de Transnistria de Moldavia en el futuro más cercano".
El 7 de abril de 2016, Rusia anunció que retiraría sus tropas de Moldavia una vez que se resolviera el problema de liquidar los depósitos de armamento del 14º Ejército. Para complicar la retirada está la necesidad de transitar los armamentos a través de Ucrania, que ha tenido una relación hostil después de la anexión de la península de Crimea y la invasión del Donbás en 2014 por parte del gobierno ruso.
El 27 de junio de 2016, entró en vigor una nueva ley en Transnistria, que castiga acciones o declaraciones públicas, incluso a través del uso de medios de comunicación, redes de información y telecomunicaciones o Internet, criticando la llamada misión de mantenimiento de la paz del ejército ruso en Transnistria, o presentando interpretaciones percibidas como "falsas" por el gobierno de Transnistria de la misión militar del ejército ruso. La pena es de hasta tres años de cárcel para la gente común o de hasta siete años de cárcel si el delito fuere cometido por una persona responsable o un grupo de personas por acuerdo previo.
El 22 de junio de 2018, la Asamblea General de la ONU adoptó una resolución (documento A/72/L.58), que instó a la Federación Rusa a retirar incondicionalmente sus tropas y armamentos del territorio de la República de Moldavia.
Hasta el día de hoy, Moldavia continúa solicitando la retirada de las tropas rusas de Transnistria, habiéndolo hecho tan recientemente como en 2021. Además, en 2022, en medio de un aumento de las tensiones entre Ucrania y Rusia, aparecieron denuncias de la inteligencia ucraniana de que el gobierno de Vladímir Putin estaba tratando de preparar "provocaciones" contra los soldados rusos en Transnistria con el fin de crear un pretexto para intervenir desde el lado oeste a Ucrania como parte de una invasión militar total.